# Calophya schini
Calophya schini är en insektsart som beskrevs av Leonard D. Tuthill 1959. Calophya schini ingår i släktet Calophya och familjen Calophyidae. Inga underarter finns listade i Catalogue of Life.

## Bildgalleri

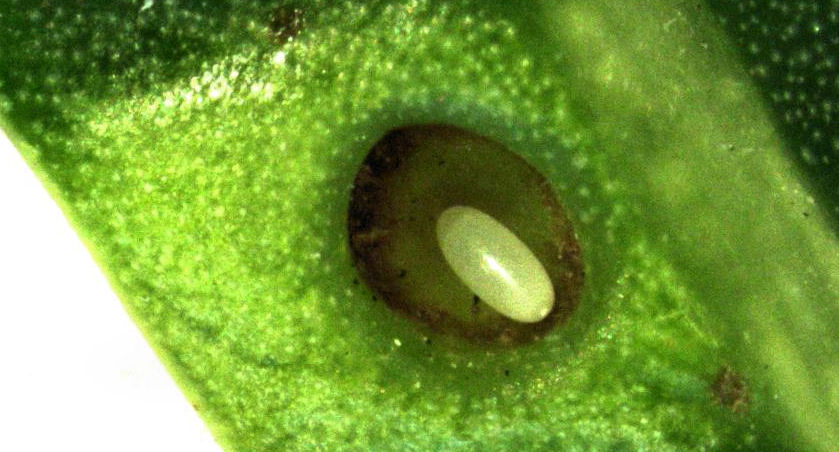
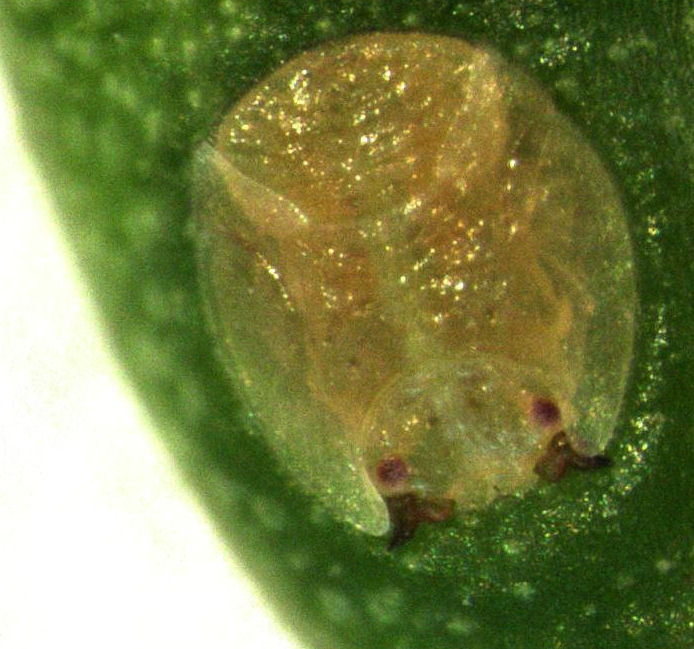
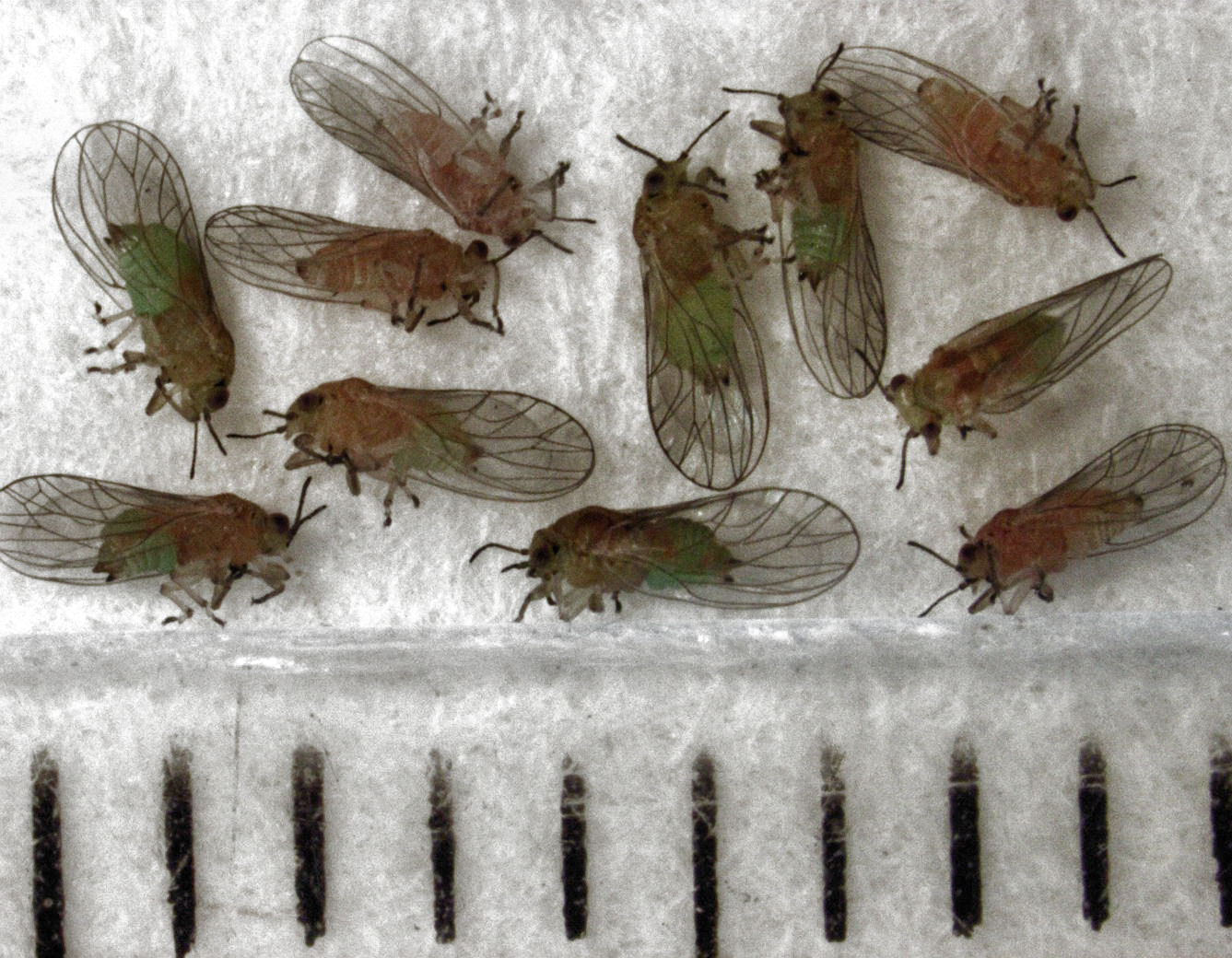
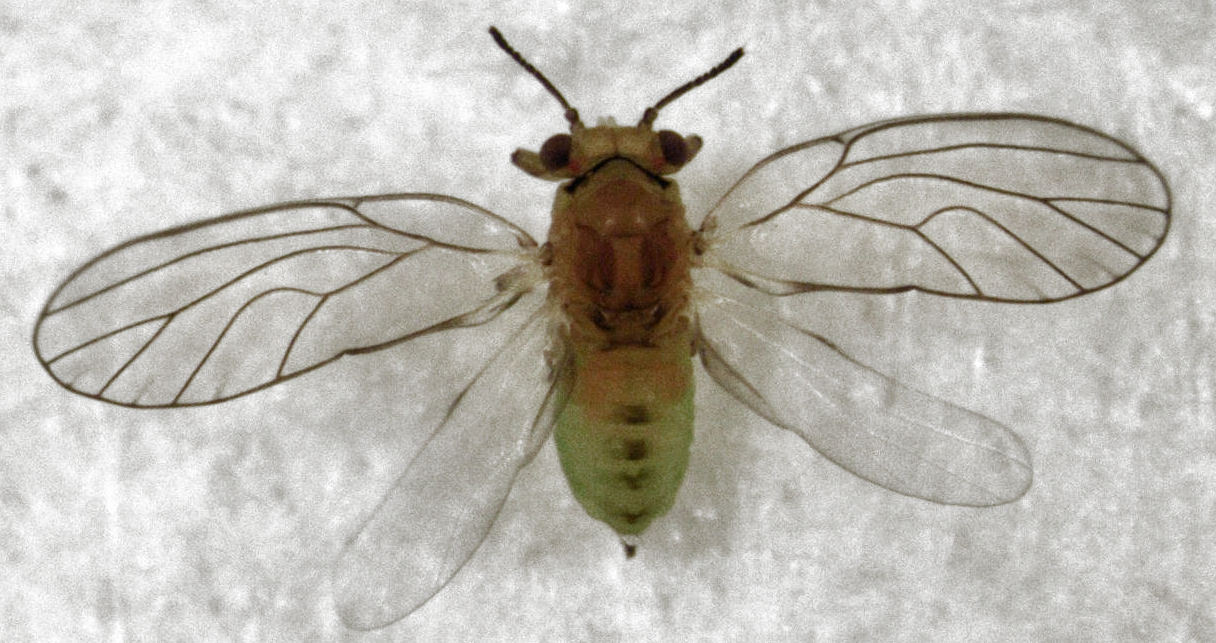
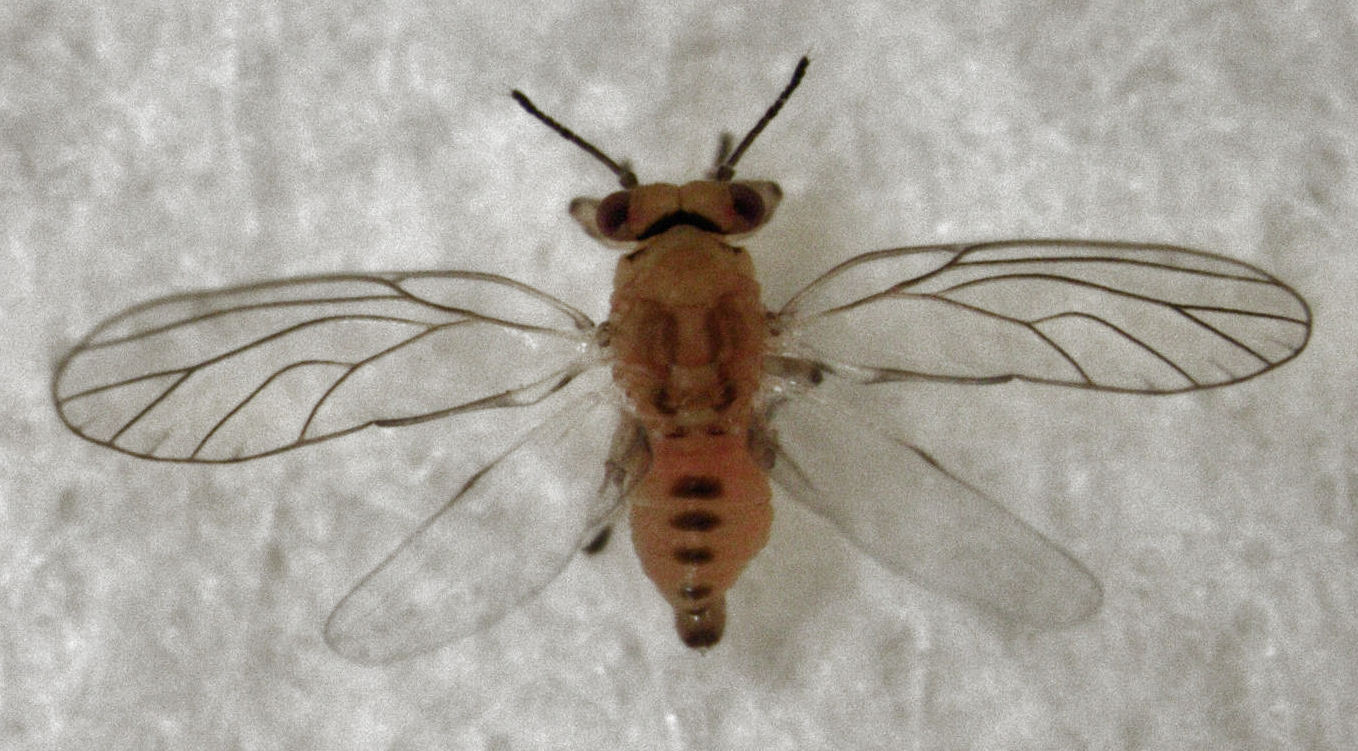
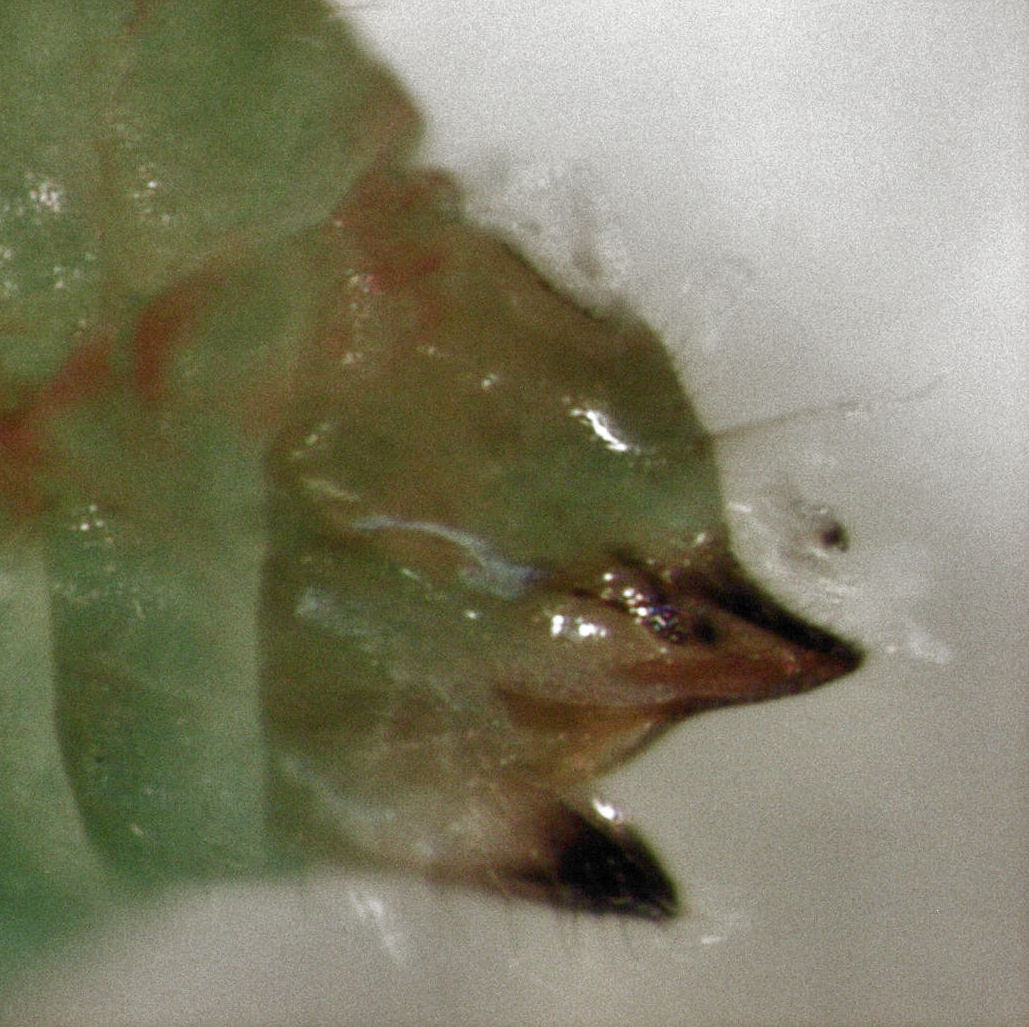